# Aguida Amaral
Aguida Amaral (née le 27 mai 1972 à Dili) est une marathonienne timoraise.
En 1999, Aguida Amaral est contrainte de fuir son logement à la suite des violences liées au référendum sur l'indépendance du Timor oriental. Elle se réfugie pendant deux semaines dans les montagnes entourant Dili et à son retour, ses biens ont été détruits, y-compris son unique paire de chaussures de course. Elle reprend donc l'entraînement pieds-nus jusqu'à une visite du comité international olympique au Timor oriental en juin 2000. Lors de cette visite conduite par Kevan Gosper, le CIO cherche à identifier des athlètes timorais ayant le niveau pour concourir lors des Jeux olympiques de Sydney en tant qu'athlètes olympiques individuels. La délégation repère à ce moment-là Aguida Amaral et cette dernière reçoit peu de temps après une paire de chaussures envoyée par le comité olympique australien.
Quelques mois plus tard, elle devient la première athlète timoraise à participer aux Jeux olympiques en s'alignant au départ du Marathon féminin aux Jeux olympiques d'été de 2000. Elle termine l'épreuve à la 43e place en 3 h 10 min 55 s.
En 2004 à Athènes, elle participe de nouveau aux Jeux olympiques, cette fois pour le Timor oriental dont elle est le porte-drapeau,. Elle participe de nouveau à l'épreuve de marathon féminin et termine à la 65e place en 3 h 18 min 25 s.